# 416 TCN
416 TCN là một năm trong lịch La Mã.